# 穆罕默德·阿什菲亚
穆罕默德·阿什菲亚（1996年5月19日—），印度尼西亚男子沙滩排球运动员，2018年亚洲运动会男子沙滩排球银牌得主、2019年东南亚运动会男子沙滩排球金牌得主、2021年东南亚运动会男子沙滩排球金牌得主。